# Rancadaka
Rancadaka is een bestuurslaag in het regentschap Subang van de provincie West-Java, Indonesië. Rancadaka telt 5475 inwoners (volkstelling 2010).